# Азійська прісноводна черепаха
Азійська прісноводна черепаха (Geoemyda) — рід черепах з родини азійські прісноводні черепахи підряду прихованошийні черепахи. Має 2 види.

## Опис
Загальна довжина представників цього роду коливається від 10 до 15 см. Голова коротка, морда округла, очі великі. Шия помірного розміру. Карапакс овальної форми, дещо плаский. Уздовж панциря тягнуться 3 маленькі гребінця з гострими шипами. Не мають на пальцях плавальних перетинок.
Забарвлення коричневе з різними відтінками. Голова може бути трохи темніше за панцир.

## Спосіб життя
Більшу частину життя проводять на суходолі. Зустрічаються у гірські місцині та на узбережжі водойм. Харчуються дрібними ссавцями та безхребетними.
Самиця відкладає до 4 яєць.

## Розповсюдження
Мешкають у Китаї, В'єтнамі та Японії.

## Види
- Geoemyda japonica
- Geoemyda spengleri